# Euthera setifacies
Euthera setifacies är en tvåvingeart som beskrevs av Brooks 1945. Euthera setifacies ingår i släktet Euthera och familjen parasitflugor. Inga underarter finns listade i Catalogue of Life.